# Tejares
Tejares es un barrio de la ciudad de Salamanca, comunidad autónoma de Castilla y León, España. Se encuentra situado en la orilla sur del río Tormes que atraviesa la ciudad de este a oeste. 
Hasta 1963 fue un municipio independiente, año en el que se unió a la ciudad y pasó a ser uno de sus barrios periféricos. Como pueblo independiente, entró de lleno en la historia de la literatura española por ser el lugar de nacimiento de Lázaro de Tormes, en lo que fue el molino del pueblo. También tuvo importancia por ser la localidad que acogió la residencia de verano de los marqueses de Castellanos, hoy Centro Superior de Educación Vial, y por venerarse en su iglesia una imagen milagrosa de la virgen de la Salud, a la que hay gran devoción en Salamanca.

## Etimología
Su nombre deriva de Teiares, denominación que poseía en la Edad Media, la cual se debía a la multitud de tejares dedicados a la fabricación de tejas y ladrillos de adobe, situados a lo largo de todo el perímetro de la entonces Villa de Tejares. El gentilicio de los habitantes del barrio es tejareños, manteniéndose en la actualidad a pesar de pertenecer a la ciudad de Salamanca. Sus aguas mineromedicinales sulfuradas gozaron de gran renombre.

## Literatura
La aparición más importante y destacable de la villa de Tejares en la literatura española se produce en el Lazarillo de Tormes. En los inicios de este libro, cumbre de la picaresca española, se hace referencia a la llegada del ciego a la villa "más grande e importante", cercana a la ciudad de Salamanca. De esta villa salmantina es originario el Lazarillo, protagonista de esta novela. Las referencias a Tejares son fugaces en la novela, al inicio y en el momento en que el Lázaro comienza sus andaduras, cuando es cedido por su madre al ciego recién llegado. Así comienza el citado libro: 

Pues sepa Vuestra Merced, ante todas cosas, que a mí llaman Lázaro de Tormes, hijo de Tomé González y de Antona Pérez, naturales de Tejares, aldea de Salamanca. Mi nacimiento fue dentro del río Tormes..."

## Historia
La fundación de Tejares se remontaría a las repoblaciones efectuadas por los reyes leoneses en la Alta Edad Media, que lo ubicaron en el cuarto de Baños de la jurisdicción de Salamanca, dentro del Reino de León, denominándose en el siglo XIII Teiares. En el año 1148, Tejares fue otorgado por el rey Alfonso VII de León al obispado de Salamanca. Con la creación de las actuales provincias en 1833, Tejares, aún como municipio independiente, quedó encuadrado en la provincia de Salamanca, dentro de la Región Leonesa. Ya en el siglo XX, en 1963, el hasta entonces municipio de Tejares se integró en el de Salamanca, pasando a formar parte de esta ciudad, constituyéndose en uno de sus barrios periféricos.

## Actualidad
A lo largo de la última década su población se ha incrementado considerablemente, alcanzando una cifra cercana a los 15.000 habitantes.
El barrio es muy extenso, ocupando desde los barrios de Chamberí y el Arrabal, situado junto al puente romano que cruza el Tormes, hasta el barrio de Buenos Aires, en los límites de la ciudad de Salamanca. Su antigua extensión llevaba al pueblo hasta los límites de Doñinos. A lo largo del barrio se distinguen varias zonas: Lasalle, en la cual se situaban las antiguas dependencias municipales de la policía local (actualmente demolidas) edificio que daba nombre a la zona ya que fue construido por los Hermanos de La Salle; La zona de la cooperativa, denominada así por ser lugar en el que se situó una cooperativa, y en la que actualmente hay una urbanización y diferentes naves industriales (talleres Germasa...); la estación de ferrocarril de Tejares, hoy en desuso; Tejares antiguo, en el que se encontraba un convento, en la zona que hoy ocupa el parque del Cañón, el antiguo ayuntamiento, hoy dependencias municipales, la iglesia parroquial y las escuelas, hoy sede del Grupo Scout Tejares (escuela masculina) y del Hogar del jubilado (escuela femenina).
En dicha zona se encuentra el cementerio del pueblo, reformado y transformado en segundo cementerio de la ciudad de Salamanca; En esta zona se encuentra también un molino, que se usó para la molienda del grano, después para la producción de electricidad y en la actualidad ha sido rehabilitado y usado como viviendas. Junto al parque Lazarillo de Tormes se ha construido una urbanización, denominada urbanización La Fuente. Entre el Tejares antiguo y este parque se encuentra el palacio de verano de los marqueses de Castellanos (siglo XVIII) que alberga el Centro Superior de Educación Vial de la DGT, pionero y único en España; y un centro de menores, Los Molinos; Entre el parque y el barrio de Buenos Aires se sitúa la zona recreativa y deportiva del barrio, con pistas de futbito, de baloncesto, un campo de fútbol (sede del equipo de fútbol Bar Las Cuatro Hermanas) y un pabellón, que comparte con el barrio de Buenos Aires. En esta zona se sitúan también las piscinas de Tejares.
Por último, frente a las piscinas, junto al río, se encuentra la zona del castigo, en la que había un molino y en cuyas inmediaciones se supone nació Lazarillo de Tormes. Aquí están los restos de un puente que atravesaba el río Tormes, el puente de la Salud. Dicho puente posee pilares de piedra y tenía estructura metálica, empleada para vía férrea. Este puente recibe su nombre de la Virgen de la Salud, ya que se cuenta que la virgen fue encontrada en una gruta junto a este puente.

## Geografía humana

### Demografía
| Gráfica de evolución demográfica de Tejares entre 1842 y 1960 |
| |
| Población de derecho según los censos de población del INE Población de hecho según los censos de población del INEEntre el censo de 1970 y el anterior, este municipio desaparece porque se integra en el municipio 37274 (Salamanca) |

## Fiestas
Las fiestas patronales son la romería de la Virgen de la Salud (culto muy extendido en la ciudad de Salamanca, pero que ha ido perdiendo relevancia con los años) y durante la que se instalaba uno de los mercados de alfarería más importantes de la provincia, seguramente como consecuencia de la importante industria relacionada con el sector presente en la villa, y la de San Pedro Apóstol, de carácter más local, pero no por ello menos celebrada por los tejareños.
La romería de la Virgen de la Salud tiene lugar durante la Octava de Pentecostés, por tanto, en fecha variable cada año.

## Personalidades
- Pedro Encinas y Reyes (1868-1920) Educador, abogado y notario, nombrado en 1907 Secretario General de la Universidad de Salamanca, cargo que ostentó hasta su fallecimiento.